# José Mário de Almeida Barros
José Mário de Almeida Barros, detto Zé Mário (Rio de Janeiro, 1º febbraio 1949), è un allenatore di calcio ed ex calciatore brasiliano, di ruolo centrocampista.

## Carriera

### Club
Ha giocato come centrocampista per Flamengo, Fluminense e Vasco da Gama nello stato di Rio de Janeiro e per la Portuguesa nello stato di San Paolo.

### Allenatore
Dopo il ritiro, allenò il Botafogo, tornando quindi a Rio de Janeiro, prima di allenare per la prima volta fuori dal Brasile nel 1986 alla guida dell'Iraq; la carriera nel continente asiatico proseguì per molti anni, tra Emirati Arabi Uniti, Arabia Saudita e Qatar, con una positiva esperienza in Giappone al Kashima Antlers, che guidò alla vittoria della J. League 1998. Ha guidato tre squadre nazionali: oltre al già citato Iraq fu commissario tecnico di Qatar e Arabia Saudita. Nel 2009 ha firmato un contratto con l'Al-Arabi Sports Club di Doha, in Qatar.

## Palmarès

### Club

#### Competizioni nazionali
- Campionato Carioca: 4

Flamengo: 1972, 1974
Fluminense: 1975
Vasco da Gama: 1977
- Taça Guanabara: 3

Flamengo: 1972, 1973
Vasco da Gama: 1977

### Allenatore

#### Competizioni nazionali
- Campionato Goiano: 2

Goiás: 1987, 1991
- Coppa di Lega qatariota: 2

Al-Ain: 1988-1989
Al-Arabi: 1991-1992
- Campionato qatariota: 1

Al-Arabi: 1992-1993
- Coppa dell'Emiro del Qatar: 1

Al-Arabi: 1992-1993
- Coppa della Corona del Principe saudita: 1

Al-Riyad: 1994
- Campionato giapponese: 1

Kashima Antlers: 1998
- Campionato saudita: 1

Al-Shabab: 2003-2004
- Coppa del Presidente degli Emirati Arabi Uniti: 1

Al-Wasl: 2006-2007
- Campionato emiratino: 1

Al-Wasl: 2007